# ジョン・マッケンロー
ジョン・マッケンロー（John McEnroe, 1959年2月16日 - ）は、アメリカの男子プロテニス選手。左利き。身長180cm、体重75kg。ATPツアーでシングルス77勝、ダブルス71勝を挙げ、シングルス・ダブルスとも世界ランキング1位になった数少ない選手のひとりである。
グランドスラムではシングルス優勝7回・ダブルス優勝9回・混合ダブルス優勝1回の計17回の優勝を飾った。ダブルスでは旧友ピーター・フレミングと組んで57個（うち4大大会7勝／同一ペアの優勝記録としては歴代2位）のタイトルを獲得した。
他にも年間最終戦優勝3回、最多タイトル獲得記録（シングルス・ダブルス合計）、シングルス通算世界1位在位記録歴代5位・ダブルス通算世界1位在位記録歴代3位など数々の記録を保持する。
父親の軍務地であったドイツ・ヴィースバーデンで生まれる。父親は著名な弁護士で、弟のパトリック・マッケンローもプロテニス選手。元妻は女優のテータム・オニール。現在の妻はロックシンガーのパティ・スマイス。
試合中、審判の判定にクレームや暴言を発することが頻繁にあったため、“悪童マッケンロー”と呼ばれた。

## 選手経歴
1976年から選手生活を始めたマッケンローは、18歳の時に1977年全仏オープン混合ダブルスで幼なじみのメアリー・カリロとペアを組み、初めての4大タイトルを獲得した。続くウィンブルドンで予選からベスト4に進出し（大会史上初）、準決勝で当時の世界1位だったジミー・コナーズに敗れたが、ここで世界的な注目を集めた。その後スタンフォード大学に進学し、1978年にNCAAのタイトルを獲得すると、大学を中退してプロ入りする。翌1979年には早くも全米オープン決勝に進出し、ビタス・ゲルレイティスを 7-5, 6-3, 6-3 で破って、20歳の若さで四大大会初タイトルを獲得する。
1980年、マッケンローはウィンブルドンで初の決勝進出を果たし、大会5連覇を目指すビョルン・ボルグに 6-1, 5-7, 3-6, 7-6, 6-8 で敗れたが、3時間55分に及ぶ戦いはテニス史上に残る名勝負として今なお語り継がれている。とりわけ第4セットはボルグの7つのマッチポイントを凌ぎ、タイブレークを 18-16 という壮絶なスコアでものにして最終セットに持ち込む大激戦となったが、最後は鉄人・ボルグの前に力尽きた。
しかし、同年の全米オープン決勝で同じボルグを 7-6, 6-1, 6-7, 5-7, 6-4 とフルセットの末に破ると、翌1981年のウィンブルドンでは、再び決勝で相まみえたボルグを 4-6, 7-6, 7-6, 6-4 で破り、前年の雪辱を果たして初優勝。こうして、マッケンローがボルグのウィンブルドン「6連覇」を阻止した。続く全米オープンでも2年連続決勝でボルグを破り、同大会で3連覇を達成する。同時にATPランキング1位の座をボルグから奪い取って、マッケンロー時代の幕開けを告げた。
1982年は、ウィンブルドンは決勝でジミー・コナーズ、全米オープンは準決勝でイワン・レンドルに敗れて、4大タイトル無冠に終わる。対レンドル戦は0勝4敗（前年から6連敗）と苦手にしたが、年間ランキング1位は死守する。1983年以降は充実期を迎え、同年のウィンブルドン、1984年はウィンブルドン、全米オープンの2冠を獲得、両年とも年間ランキング1位をキープし、名実共にトッププレーヤーとしてテニス界に君臨する。
絶頂期の1984年は、プレースタイル的に苦手な全仏オープンこそイワン・レンドルに敗れて準優勝に終わったものの、優勝した全米オープンではそのレンドル、ウィンブルドンでは2年前に苦杯をなめたジミー・コナーズを、ともに決勝で圧倒する。ツアーを通じてもレンドルに6勝1敗、コナーズに6勝0敗と、当時のランキング2位・3位である2人を全く寄せ付けず、最終的に全14大会に出場して12大会で優勝、デビスカップでの1敗を合わせても、年間わずかに3敗という圧倒的な戦績を残した。（この年の彼の年間勝率 .965 という記録は、2005年度のロジャー・フェデラーでさえ破れなかった驚異的な記録である。）
1985年に入ると、年明けのマスターズは前年の勢いでイワン・レンドルを一蹴する。当時の4大大会は、年間第1戦が全仏オープンであった。マッケンロー最大の関門である全仏オープンの準決勝でクレー巧者のマッツ・ビランデルに屈すると、5年連続決勝進出中だったウィンブルドンでも、第8シードのビッグサーバー・ケビン・カレンに足をすくわれ、まさかの準々決勝敗退に終わる。唯一決勝に進出した全米オープンもレンドルに前年の雪辱を許し、4大タイトル無冠に終わっただけでなく、ランキング1位もレンドルに奪われる。それ以後、1986年・1987年は背中の故障などもあって出場試合数が激減した。出場した試合でも低迷が続き、ボリス・ベッカーなどの新勢力の台頭もあって、マッケンローのシングルスでの成績やランキングは下降した。
1988年、前年の出場停止処分に端を発した長期休養から、復活を期して4月のジャパン・オープンを復帰戦として選択すると、有明コロシアムで行われた決勝では、新勢力の代表・ステファン・エドベリを 6-2, 6-2 で破って優勝した。（準々決勝では若き松岡修造とも対戦し、マッケンローが順当勝ちした。）5月の全仏オープンでは、当時絶頂期にあったイワン・レンドルに4回戦で敗れ、ウィンブルドンと全米オープンは、ともに2回戦で格下の選手に惨敗する。以後、ツアーでの優勝は散発的にあったものの、4大大会シングルスは1989年・1992年のウィンブルドン、1990年全米オープンのベスト4が最高と、再びタイトルを獲得することはできなかった。
1990年全豪オープンでは、4回戦でハプニングがあった。この時マッケンローはミカエル・ペルンフォルス（スウェーデン）との対戦中に線審を睨み付け、ラケットを地面に叩き付け、主審への暴言などを繰り返したため、第4セットの途中（スコア：6-1, 4-6, 7-5, 2-4 / すなわち、マッケンローがセットカウント 2-1 とリード中）で競技役員との話し合いの末、主審から「失格」を言い渡された。これに観客は憤り、試合会場を立ち去ってしまった。このペルンフォルス戦は、マッケンローの暴言が度を過ぎた試合の最たる例として語り草になっている。
ダブルスでは、ピーター・フレミングの引退後も活躍を続け、オーストラリアのマーク・ウッドフォードとペアを組んだ1989年の全米オープンで優勝する。引退を表明した1992年にも、ドイツのミヒャエル・シュティヒと組んで8年ぶりにウィンブルドンで優勝を飾った後、デビスカップでもピート・サンプラスとペアを組んで、決勝のスイス戦では2セットダウンから逆転勝ちして優勝を決めるなど、最後の活躍を見せている。特にシュティヒとペアを組んでジム・グラブ＆リッチー・レネバーグ組（ともにアメリカ）を 5-7, 7-6, 3-6, 7-6, 19-17 で破った決勝の試合時間「5時間1分」は、ウィンブルドン男子ダブルス決勝の史上最長時間記録である。
1992年に33歳で現役を引退した後は、テレビ解説者として活躍する一方、ビョルン・ボルグたちとともにシニアツアーに参加し、来日も果たす。1999年ウィンブルドンでは、シュテフィ・グラフとペアを組んで混合ダブルスに出場している。1999年に国際テニス殿堂入り。2006年には突如ダブルスでツアー復帰を宣言し、ヨナス・ビョルクマンとペアを組んだサンノゼ・SAPオープンで優勝を飾っている。マッケンロー47歳、ビョルクマン33歳ペアの優勝は、記録的にも特筆に値する。
マッケンローは日本でも高い人気を誇り、トヨタ・カローラⅡ（初代）（1982年 - 1986年）、日清サラダ油『マヨドレ』（1982年、ビョルン・ボルグと共に出演）のTVCMに出演する等日本企業のイメージ宣伝に起用されたり、漫才師のギャグネタなどになることもあった。現役引退後の1995年11月には「明石家さんまのスポーツするぞ!大放送」に出演し、明石家さんまとともに「さんま vs. マッケンロー」というエキシビション・マッチを行ったこともある。

## プレースタイル
機を見てネットに出てボレー等でポイントを決めるネットプレーヤー。サービスゲームではサーブと同時にネットダッシュするサービス＆ボレーを基軸とする。（セカンドサーブ時はベースラインにとどまる場合もあり）リターンゲームでも、ストローク戦からネットダッシュするか、場合によってはリターンと同時にネットダッシュするリターン＆ネットも見せる。

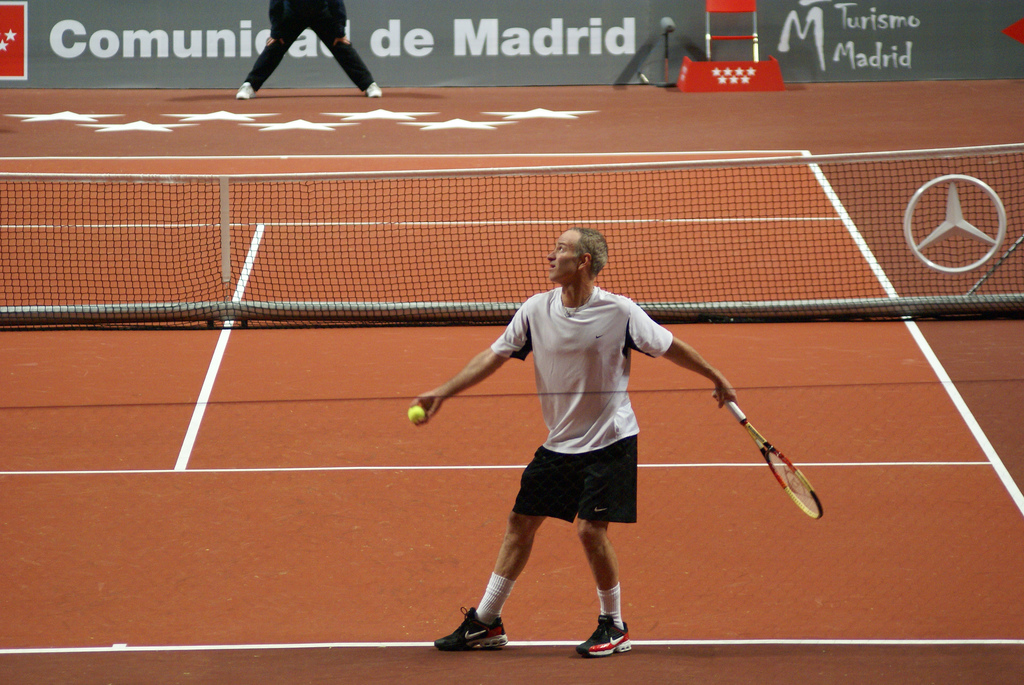
John McEnroe, マドリード・マスターズ Senior 2007

肩または腰の故障から考え抜かれたとされるほとんど相手に背中を向けた極端なクローズドスタンスから放たれるサーブは強力で、特にアドバンテージコートから左利き特有のバックハンド・サイドに切れていくスライスサーブは、両手打ちバックハンドの為に比較的リーチの狭かったライバル・ビョルン・ボルグとの対戦時は大きな武器となった。ボルグとは対照的に、ガットをぎりぎりまで緩く張ったラケットから絶妙なタッチで繰り出されるボレーは変幻自在で、野獣（Animal）・コナーズ、氷のボルグ（IceBorg : Iceberg（氷山）の変形）に対して、「芸術家（Artist）・マッケンロー」などと称された。
プレースタイル的にはネットプレーヤーであるが、ストロークも決して苦手ではなく、全盛期は各時代・最強のストローカーであるジミー・コナーズ、ビョルン・ボルグ、イワン・レンドル、マッツ・ビランデルを、ストロークの打ち合いで翻弄することも多かったため、オールラウンダーと評される場合もある。
彼のストロークの特徴をあらわすキーワードはライジングで、人によっては 『マッケンローのストロークはハーフボレーの延長だ』 などと評するほど、フォア・バックともにほとんどのストロークをバウンドの上がり際（＝ライジング）で処理した。これは1970年代末期、ボルグの高く跳ね上がるトップスピンに対して、多くのネットプレーヤーがベースライン後方に押し下げられ、ネットプレーを封じられていたことに対抗するために生まれたと思われる。
ベースラインから下がらずに高い打点で処理することで、より早いタイミングで、しかも角度を付けて返球することが容易になるため、結果的に速い展開で相手を振り回すことが可能となる。相手側から見ると「ボール自体は速くないのに、すぐボールが返ってくる」「強打しても軽くかわされ、ちょっとでもストロークが浅くなると左右に振り回されて、気が付くとネットに出てきてボレーを決められる」という状態になる。
ボルグのマッケンロー評に『彼はコートのあらゆるところから、あらゆるスピンのボールを打つことができる』 とあるように、単純にボールの威力で相手を粉砕するのではなく、コート中に様々な球種を散らし、相手を翻弄して、最後はネットプレーで決めるのが彼のプレースタイルである。その意味では同じライジングでも、高い打点からエースを狙ってハードヒットする現代のライジング打法とは趣を異にする。
ネットプレーヤーとしては異例に、パッシングショットも得意とした。フォア・バックともにストレート・ショートクロスと自在に打ち分け、同じスタイルの相手と対戦する際には非常に有効であった。しかし、絶対的な体力に裏打ちされた粘りのストロークが要求されるクレーコートはやはり苦手とし、絶頂期の1984年でもあと一歩のところで全仏オープンのタイトルには届かなかった。
全体として、ネットプレー・ストロークともに、非常に攻撃的なプレーを行うが、決して勢いにまかせてエース狙いのハードヒットを繰り返すタイプではなかった。彼のトレードマークでもあった、審判の判定に激昂して悪態をつくような場面の後でさえも、プレー自体は頭脳的で、彼以前の“悪童”イリ・ナスターゼ（ルーマニア）やライバルのコナーズ、彼の後に続いたゴラン・イワニセビッチ（クロアチア）などのように、そのままプレーが乱れる場面は少なかった。
マッケンローはウッド（木製）ラケットとカーボン、グラスファイバー等、新世代の素材を用いたハイテク・ラケットとの交替時期に活躍した選手である。1歳年下のライバル・イワン・レンドルに7連敗を喫していた1983年初頭、それまでのウッドラケット「MAXPLY」から、カーボン製「MAX200G」にラケットを替えたことと相前後して、レンドルとの対戦成績も逆転し、その後の全盛期を迎えた。彼がこのラケット（DUNLOP MAX 200G）に切り替えたのは、弟のパトリック・マッケンローに勧められたからだという。それ以後、現役を引退するまでこのラケットを使い続けた。

## 私生活
マッケンローは、男優ライアン・オニールの娘で女優のテータム・オニールと1986年から1994年まで婚姻関係にあり、ケビン、ジーン、エミリの3人の子供がいる。二人の離婚後、当初は両親に共同親権が認められたが、1997年にマッケンローが単独親権を得た。
1997年にはロック歌手のパティ・スマイスと結婚し、アンナとアヴァの2人の娘をもうけた。
二人の住居は、ニューヨーク・マンハッタンの高級住宅街アッパー・ウエストサイドのデュプレにある。

## 記録
※オープン化以降
グランドスラム年間勝率「89.9%（62-7）」
1984年に記録。
ウィンブルドン優勝「8」
1979–1992 シングルス・ダブルス合計
ウィンブルドン1大会でのゲーム獲得率「68% (134–63)」
1984年に記録。
全米オープン優勝「8」
1979–1989 シングルス・ダブルス合計
WCTファイナル・Grand Prixタイトル獲得数「8」
WCTファイナル・Grand Prix決勝進出「12回」
イワン・レンドルとタイ記録。
WCTファイナル・Grand Prix 1セットも落とさずに優勝「3回」
イワン・レンドルとタイ記録。
WCTファイナル優勝「5」
WCTファイナル「2連覇」
WCTファイナル決勝進出「8回」
WCTファイナル連続決勝進出「6連続」
WCTツアー決勝「21勝」
マスターズGrand Prixダブルス優勝「7回」「7連覇」
ピーター・フレミングとタイ記録。
タイトル獲得「148」
1978–1992 シングルス・ダブルス合計
年間タイトル獲得数「27」
1979年。シングルス・ダブルス合計
ダブルス年間優勝数「16」
1979年
シングルス年間勝率「96.47% (82–3)」
1984年
ウェンブリー選手権優勝「5」
連続タイトル獲得「8」
1981–1982
カーペットコート勝利数「346」
66連勝、勝率84.18% (346–64)も歴代1位
室内コート勝率「85.34% (419–72) 」
ダブルス世界ランキング1位「108週」
1982年-1984年。歴代4位記録
シングルス・ダブルス同時に世界ランキング1位
1984年。
シーズンの初めから42連勝
1984年
1シーズンでのダブルスタイトル「14」
1979年

## 4大大会優勝
- 全仏オープン　混合ダブルス：1勝（1977年）　［男子シングルス準優勝1度：1984年］
- ウィンブルドン　男子シングルス：3勝（1981年、1983年＆1984年）／男子ダブルス：5勝（1979年、1981年、1983年＆1984年、1992年）　［男子シングルス準優勝2度：1980年、1982年］
- 全米オープン　男子シングルス：4勝（1979年-1981年、1984年）／男子ダブルス：4勝（1979年、1981年、1983年、1989年）　［男子シングルス準優勝1度：1985年］

| 年     | 大会           | 対戦相手               | 試合結果                |
| ------ | -------------- | ---------------------- | ----------------------- |
| 1979年 | 全米オープン   | ビタス・ゲルレイティス | 7-5, 6-3, 6-3           |
| 1980年 | 全米オープン   | ビョルン・ボルグ       | 7-6, 6-1, 6-7, 5-7, 6-4 |
| 1981年 | ウィンブルドン | ビョルン・ボルグ       | 4-6, 7-6, 7-6, 6-4      |
| 1981年 | 全米オープン   | ビョルン・ボルグ       | 4-6, 6-2, 6-4, 6-3      |
| 1983年 | ウィンブルドン | クリス・ルイス         | 6-2, 6-2, 6-2           |
| 1984年 | ウィンブルドン | ジミー・コナーズ       | 6-1, 6-1, 6-2           |
| 1984年 | 全米オープン   | イワン・レンドル       | 6-3, 6-4, 6-1           |

## 成績
略語の説明
| W | F | SF | QF | #R | RR | Q# | LQ | A | Z# | PO | G | S | B | NMS | P | NH |

W=優勝, F=準優勝, SF=ベスト4, QF=ベスト8, #R=#回戦敗退, RR=ラウンドロビン敗退, Q#=予選#回戦敗退, LQ=予選敗退, A=大会不参加, Z#=デビスカップ/BJKカップ地域ゾーン, PO=デビスカップ/BJKカッププレーオフ, G=オリンピック金メダル, S=オリンピック銀メダル, B=オリンピック銅メダル, NMS=マスターズシリーズから降格, P=開催延期, NH=開催なし.

### 4大大会シングルス
| 大会           | 1977 | 1977 | 1978 | 1979 | 1980 | 1981 | 1982 | 1983 | 1984 | 1985 | 1986 | 1987 | 1988 | 1989 | 1990 | 1991 | 1992 | 通算成績 |
| -------------- | ---- | ---- | ---- | ---- | ---- | ---- | ---- | ---- | ---- | ---- | ---- | ---- | ---- | ---- | ---- | ---- | ---- | -------- |
| 全豪オープン   | A    | A    | A    | A    | A    | A    | A    | SF   | A    | QF   | -    | A    | A    | QF   | 4R   | A    | QF   | 18–5     |
| 全仏オープン   | 2R   | 2R   | A    | A    | 3R   | QF   | A    | QF   | F    | SF   | A    | 1R   | 4R   | A    | A    | 1R   | 1R   | 25–10    |
| ウィンブルドン | SF   | SF   | 1R   | 4R   | F    | W    | F    | W    | W    | QF   | A    | A    | 2R   | SF   | 1R   | 4R   | SF   | 59–11    |
| 全米オープン   | 4R   | 4R   | SF   | W    | W    | W    | SF   | 4R   | W    | F    | 1R   | QF   | 2R   | 2R   | SF   | 3R   | 4R   | 65–12    |

※1979年全米3回戦の不戦勝は通算成績に含めない

### 年間最終戦
| 大会             | 1977 | 1978 | 1979 | 1980 | 1981 | 1982 | 1983 | 1984 | 1985 | 1986 | 1987 | 1988 | 1989 | 1990 | 1991 | 1992 | 通算成績 |
| ---------------- | ---- | ---- | ---- | ---- | ---- | ---- | ---- | ---- | ---- | ---- | ---- | ---- | ---- | ---- | ---- | ---- | -------- |
| マスターズカップ |      | W    | SF   | RR   | SF   | F    | W    | W    | 1R   |      |      |      | SF   |      |      |      | 19–11    |
| WCT Finals       |      |      | W    | F    | W    | F    | W    | W    | QF   |      | F    |      | W    |      |      |      | 21–4     |

### 世界ランキング
| -              | 1977 | 1978 | 1979 | 1980 | 1981 | 1982 | 1983 | 1984 | 1985 | 1986 | 1987 | 1988 | 1989 | 1990 | 1991 | 1992 |
| -------------- | ---- | ---- | ---- | ---- | ---- | ---- | ---- | ---- | ---- | ---- | ---- | ---- | ---- | ---- | ---- | ---- |
| 最終ランキング | 21   | 4    | 3    | 2    | 1    | 1    | 1    | 1    | 2    | 14   | 10   | 11   | 4    | 13   | 28   | 20   |

### 4大大会ダブルス
| 大会           | 1974 | 1975 | 1976 | 1977 | 1978 | 1979 | 1980 | 1981 | 1982 | 1983 | 1984 | 1985 | 1986 | 1987 | 1988 | 1989 | 1990 | 1991 | 1992 |
| -------------- | ---- | ---- | ---- | ---- | ---- | ---- | ---- | ---- | ---- | ---- | ---- | ---- | ---- | ---- | ---- | ---- | ---- | ---- | ---- |
| 全豪オープン   | A    | A    | A    | A    | A    | A    | A    | A    | A    | 2R   | A    | A    | NH   | A    | A    | SF   | A    | A    | A    |
| 全仏オープン   | A    | A    | A    | 2R   | A    | A    | A    | A    | A    | A    | A    | A    | A    | A    | A    | A    | A    | A    | QF   |
| ウィンブルドン | A    | A    | A    | A    | F    | W    | SF   | W    | F    | W    | W    | SF   | A    | A    | A    | 3R   | A    | 2R   | W    |
| 全米オープン   | 1R   | 2R   | 1R   | 2R   | QF   | W    | F    | W    | QF   | W    | SF   | A    | A    | A    | A    | W    | 1R   | 3R   | SF   |